# Demis Nikolaidis
Themimstoklis "Demis" Nikolaidis (grekiska: Θεμιστοκής "Ντέμης" Νικολαίδης), född 17 september 1973 i Giessen, Västtyskland, är en före detta grekisk fotbollsspelare. Han är en av AEK Atens bästa målgörare genom tiderna.

## Klubbkarriär
Demis Nikolaidis startade sin karriär i det lokala laget Ethnikos Alexandroupolis innan han flyttade till Apollon Smyrnis, där han gjorde sin professionella debut. Hans målskytte gjorde att det snart blev ett budkrig mellan Greklands tre stora klubbar, Panathinaikos, Olympiakos och AEK Aten. Då Nikolaidis var AEK supporter sedan barnsben vägrade han en flytt till Olympiakos och tvingade Apollon Smyrnis att låta honom gå till AEK Aten.

### AEK Aten
I sin nya klubb levererade han direkt genom ett mål i debuten mot Ionikos. Under sin tid i AEK Aten vann Nikolaidis Grekiska cupen tre gånger och den Grekiska supercupen en gång. Dessutom vann han skytteligan i Grekiska superligan 1999 och gjorde näst mest mål i 2001 års UEFA-cup, endast ett mål mindre än Dimitar Berbatov. Nikolaidis är även den grek som gjort flest mål i europacuper med 26 mål på 51 matcher. Han är även ensam om att ha gjort fyra mål i en europeisk cupmatch. Under tiden i AEK gjorde han totalt 190 mål på 266 matcher vilket gör honom till AEK:s fjärde bästa målgörare genom tiderna.

### Atlético Madrid
Efter ett gräl med AEK Atens ägare Makis Psomiadis så fick Demis Nikolaidis tillåtelse att lämna klubben gratis och flyttade då till spanska Atlético Madrid. Under de första månaderna gjorde Nikolaidis stor succé då han gjorde sex mål och bildade ett fruktat anfallspar med en ung Fernando Torres. Resten av säsongen kantades dock av mycket skador vilket minskade speltiden radikalt.

## Landslagskarriär
Nikolaidis gjorde sin landslagsdebut mot Ryssland 26 april 1995. Under EM 2004 drogs Demis Nikolaidis med skador men togs trots det ut i truppen av Otto Rehhagel. Han hoppade in i alla tre gruppspelsmatcherna innan han till slut fick starta mot Frankrike i kvartsfinalen där Grekland än en gång chockade fotbollsvärlden och gick vidare. Efter den matchen skadade sig Nikolaidis återigen och var inte ens med på bänken under semifinalen och finalen. Totalt gjorde Nikolaidis 17 mål på 54 matcher i landslaget och är med det Greklands 7:e bästa målgörare genom tiderna. 

## Statistik
| Klubbstatistik     | Klubbstatistik           | Klubbstatistik      | Liga    | Liga | Cup          | Cup          | Kontinentalt | Kontinentalt | Totalt  | Totalt |
| Säsong             | Klubb                    | Liga                | Matcher | Mål  | Matcher      | Mål          | Matcher      | Mål          | Matcher | Mål    |
| Grekland           | Grekland                 | Grekland            | Liga    | Liga | Greek Cup    | Greek Cup    | Europa       | Europa       | Totalt  | Totalt |
| ------------------ | ------------------------ | ------------------- | ------- | ---- | ------------ | ------------ | ------------ | ------------ | ------- | ------ |
| 1992–93            | Ethnikos Alexandroupolis |                     | 30      | 7    | 0            | 0            | 0            | 0            | 30      | 7      |
| 1993–94            | Ethnikos Alexandroupolis | 9                   | 7       | 1    | 0            | 0            | 0            | 10           | 7       |        |
| 1993–94            | Apollon Smyrnis          | Grekiska Superligan | 18      | 5    | 0            | 0            | 0            | 0            | 18      | 5      |
| 1994–95            | Apollon Smyrnis          | Grekiska Superligan | 33      | 17   | 2            | 1            | 0            | 0            | 35      | 18     |
| 1995–96            | Apollon Smyrnis          | Grekiska Superligan | 29      | 16   | 2            | 0            | 1            | 0            | 32      | 16     |
| 1996–97            | AEK Aten                 | Grekiska Superligan | 31      | 19   | 3            | 1            | 6            | 1            | 40      | 21     |
| 1997–98            | AEK Aten                 | Grekiska Superligan | 26      | 19   | 2            | 1            | 5            | 2            | 33      | 22     |
| 1998–99            | AEK Aten                 | Grekiska Superligan | 29      | 22   | 0            | 0            | 4            | 6            | 33      | 28     |
| 1999–00            | AEK Aten                 | Grekiska Superligan | 32      | 22   | 8            | 11           | 8            | 3            | 48      | 36     |
| 2000–01            | AEK Aten                 | Grekiska Superligan | 25      | 15   | 3            | 4            | 8            | 6            | 36      | 25     |
| 2001–02            | AEK Aten                 | Grekiska Superligan | 24      | 16   | 7            | 6            | 8            | 5            | 39      | 27     |
| 2002–03            | AEK Aten                 | Grekiska Superligan | 22      | 12   | 2            | 1            | 12           | 3            | 36      | 16     |
| Spanien            | Spanien                  | Spanien             | Liga    | Liga | Copa del Rey | Copa del Rey | Europa       | Europa       | Totalt  | Totalt |
| 2003–04            | Atlético Madrid          | La Liga             | 22      | 6    | 1            | 0            | 0            | 0            | 23      | 6      |
| Totalt             | Grekland                 | Grekland            | 308     | 177  | 30           | 25           | 52           | 26           | 390     | 228    |
| Totalt             | Spanien                  | Spanien             | 22      | 6    | 1            | 0            | 0            | 0            | 23      | 6      |
| Totalt i karriären | Totalt i karriären       | Totalt i karriären  | 330     | 183  | 31           | 25           | 52           | 26           | 413     | 234    |

## Meriter
AEK Aten
- Grekiska supercupen: 1996
- Grekiska cupen: 1997, 2000, 2002

Grekland
- EM-guld: 2004

### Individuellt
- Årets unga spelare i Grekland: 1995
- Årets spelare i Grekland: 1997, 1998, 2002
- Skytteligavinnare i Grekiska Superligan: 2002

## Familj
Demis Nikolaidis är gift med den grekiska sångerskan Despina Vandi. De har två barn, Melina (född 2004) och Giorgos (född 2007).